# Site mégalithique de Lothagam North
Le site mégalithique de Lothagam North, codifié GeJi9, est un site archéologique situé sur la rive ouest du lac Turkana, datant du Néolithique pastoral. C'est un cimetière communautaire, construit entre 3000 av. J.-C. et 2300 av. J.-C. par les premiers éleveurs de la région,,. On pense qu'il s'agit du plus grand et du plus vieux cimetière du genre en Afrique de l'Est.

## Contexte
Le site est le plus ancien des six sites mégalithiques connus de la région ; il fut en service pendant au moins cinq cents ans.
On pense que vers la fin de la période humide africaine, des peuples nomades retournaient sur le site pour enterrer leurs morts,. Le changement climatique avait fait reculer les berges du lac, libérant des zones de pâturage pour les herbivores. L'utilisation du site cesse avec la fin de la période humide, qui force les habitants à se déplacer vers d'autres régions.

## Description
Le tumulus funéraire principal d'environ 700 m2 est flanqué de mégalithes, de cercles de pierre et de cairns ; il contient les restes de centaines d'individus. La plupart des personnes enterrées à Lothagam portent des ornements tels que des perles de pierre, des bracelets en ivoire, des dents d'animaux et d'autres encore.
Un article de 2018 du Journal of Anthropological Archaeology avance que le cimetière était destiné à tous les membres de la communauté, et pas seulement à ses dirigeants,. Chaque personne est enterrée dans une cavité mortuaire centrale d'un peu moins d'un mètre de profondeur. Au fond de la cavité mortuaire, des fosses avec des sépultures supplémentaires ont été creusées dans le substrat rocheux en grès mou. De nombreuses sépultures sont couvertes de dalles de grès, importées. 

## Analyse
Le cimetière était un projet multi-générationnel : « […] le monument a été planifié. Quelqu'un, ou un groupe, a décidé d'investir du temps et une quantité considérable de travail pour créer la plate-forme et creuser la fosse du cimetière, un travail qui aurait impliqué toute la communauté. La société a également dû décider ultérieurement quand remplir la fosse et la décorer de basalte, ce qui en fait un projet très long, voire multi-générationnel. »